# APA-stil
APA-stilen (engelska: APA style), ibland benämnt bara som APA, är ett format med en uppsättning skrivregler för vetenskapliga publikationer, såsom artiklar och böcker. Formatet specificeras i dokumentet Publication Manual of the American Psychological Association, publicerat av American Psychological Association (APA). APA-stilen är vanlig inom psykologi och beteendevetenskap. APA ger riktlinjer om hur exempelvis rubriker, bilder, tabeller och källor ska formateras för att underlätta för läsaren så mycket som möjligt.